# تونا وانده‌وگ

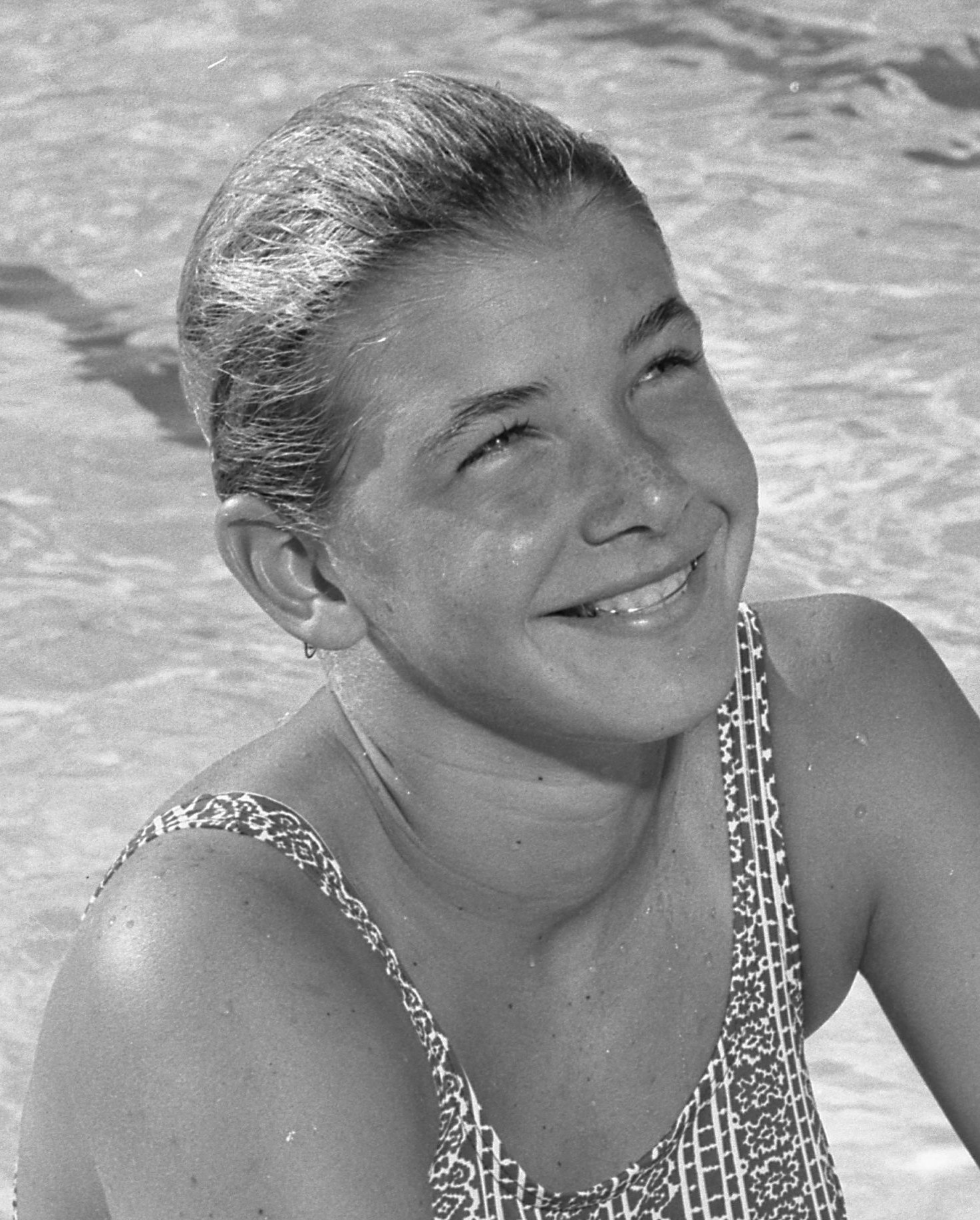
تونا وانده‌وگ در سال ۱۹۷۳

تونا وانده‌وگ (به انگلیسی: Tauna Vandeweghe) (زادهٔ ۷ فوریهٔ ۱۹۶۰) شناگر اهل ایالات متحده آمریکا است.